# Emanuel Štěpán Petr
Emanuel Štěpán Petr (25. prosince 1852 Opočno – 26. února 1930 Praha) byl český varhanář. Celkově postavila jeho dílna 351 nástrojů.

## Život
Vyučil se u Františka Jiráska ve východočeské Dobrušce a poté přesídlil do Prahy, kde pracoval ve varhanářských dílnách a snažil se zdokonalit ve svém řemesle. Vedle toho podnikal cesty do zahraničí, když působil například v polské Vratislavi. Podle některých zpráv, které ale nejsou ověřené, se měl setkat i s francouzským varhanářem Aristidem Cavaillé-Collem.
V Praze Petr založil svou vlastní varhanářskou dílnu a postupem času se mu podařilo rozvinout ji do té míry, že se spolu s dílnou Jindřicha Schiffnera (někdy uváděného německy Heinricha Schiffnera) stala největším pražským varhanářským podnikem. Petrova dílna za padesát let své činnosti postavila úhrnem 351 varhan, které se objevují nejen v Česku, ale i na území dalších států jako jsou Polsko, Slovensko či Rusko a Rumunsko. Stavěl jak nástroje malé, s jedním manuálem (klaviaturou) a několika rejstříky, tak chrámové varhany se třemi manuály a desítkami rejstříků.
Emanuel Štěpán Petr zemřel 26. února 1930 v Praze.
Dne 24. července 2016 byla na Petrově rodném domě číslo popisné 14 na opočenském Trčkově náměstí odhalena pamětní deska. Slavnosti se jako jeden z řečníků zúčastnil skladatel a textař Oskar Petr, jenž je prasynovcem Emanuela Štěpána.

## Dílo
Příklady Petrovy varhanní tvorby:
- Praha-Vinohrady, kostel svaté Ludmily na náměstí Míru[2]
- Nové Město pod Smrkem, kostel svaté Kateřiny (1887)[1]
- Bulovka, kostel svatého Michaela archanděla (1889)[1]
- Praha-Nové Město, kostel svatého Ignáce na Karlově náměstí (1891)[6]
- Praha-Nové Město, Jeruzalémská "jubilejní" synagoga
- Praha-Karlín, kostel svatého Cyrila a Metoděje[7]
- Praha-Žižkov, kostel svatého Prokopa[6]
- Praha-Staré Město, kostel svatého Jiljí[6]